# Premanturski Školjić
Koordinati:   44°49′09″N, 13°54′32″E
Premanturski Školjić je majhen nenaseljen otoček ob obali Istre.
Premanturski Školjić leži na koncu Medulinskega zaliva pred vhodom v zalivček Pomer, okoli 1 km severzahodno od naselja Pomer. Površina otočka meri 0,019 km², njegova obala je dolga 0,53 km. Najvišja točka na otočku je visoka 11 mnm.